# Al-Walaja
Al-Walaja (en árabe: الولجة‎) es un pueblo en Cisjordania (Palestina), a cuatro kilómetros al noroeste de Belén. Al-Walaja se encuentra emplazada en un enclave cerca la frontera palestino-israelí, dado que está en territorio palestino pero se ha visto separada del resto de comunidades palestinas por el muro de separación israelí de Cisjordania. En términos administrativos, Al-Walaja forma parte de la Gobernación de Belén y del municipio de Jerusalén. Según la Oficina Central de Estadísticas de Palestina, el pueblo contaba con una población aproximada de 3.006 habitantes a mediados de 2023. Ha sido definido como "el pueblo más bonito de Palestina" y como el "símbolo de la destrucción de la vida palestina" ocasionada por la ocupación israelí.
La aldea de Al-Walaja quedó despoblada en octubre de 1948 como parte del proceso de expulsión y huida de unos 700.000 palestinos de sus tierras y hogares durante la guerra árabe-israelí de 1948. Las líneas de armisticio establecidas tras dicha guerra dejaron aproximadamente el 70% de su superficie oeste de la Línea Verde, lo que supuso su pérdida. Después de la guerra, los habitantes que habían vuelto a la aldea fueron expulsados por el ejército israelí, que acto seguido demolió sus casas para evitar que volvieran. Así pues, cruzaron la línea de armisticio y se reasentaron en el terreno restante, ahora emplazado en Cisjordania, bajo ocupación jordana. Después de la Guerra de los Seis Días en 1967, Israel anexionó la mitad de las tierras restantes de al-Walaja al municipio de Jerusalén, incluido el barrio de Ain Jawaizeh. Grandes porciones de la tierra que les quedaba fueron expropiadas para la construcción de la barrera israelí de Cisjordania y de los asentamientos israelíes de Har Gilo y Gilo, parte de los conocidos como Barrios del Anillo de Jerusalén.

## Etimología
El término "al-walaja" identifica a un lugar que pasa o atraviesa algo que ofrece resistencia, aunque también hace referencia a una cueva que protege a sus habitantes de la lluvia.

## Geografía
Al-Walaja se encuentra a cinco kilómetros al oeste de Belén, y comparte fronteras municipales con las localidades de Beit Jala hacia el este, Battir y Husan hacia el sur, y con la Línea Verde por el norte y el este.
La localidad se encuentra a 756 metros por encima del nivel del mar. Tiene una pluviosidad media anual de 601mm, una temperatura media anual de 16 °C y una humedad media anual de alrededor del 61%.

## Historia
En 1596, al-Walaja aparecía en los registros de impuestos otomanos como una nahiya de Quds, parte del liwa de Quds. Tenía una población de 100 hogares musulmanes y 9 solteros; aproximadamente 655 personas. Pagaban una tasa fija de impuestos del 33,3 % sobre productos agrícolas, incluidos el trigo, la cebada, los cultivos de verano, los viñedos y frutales, y las cabras o colmenas; un total de unos 7.500 akçe.
En 1838, aparecía como un pueblo musulmán denominado el-Weleje en el distrito de Beni Hasan, al oeste de Jerusalén.

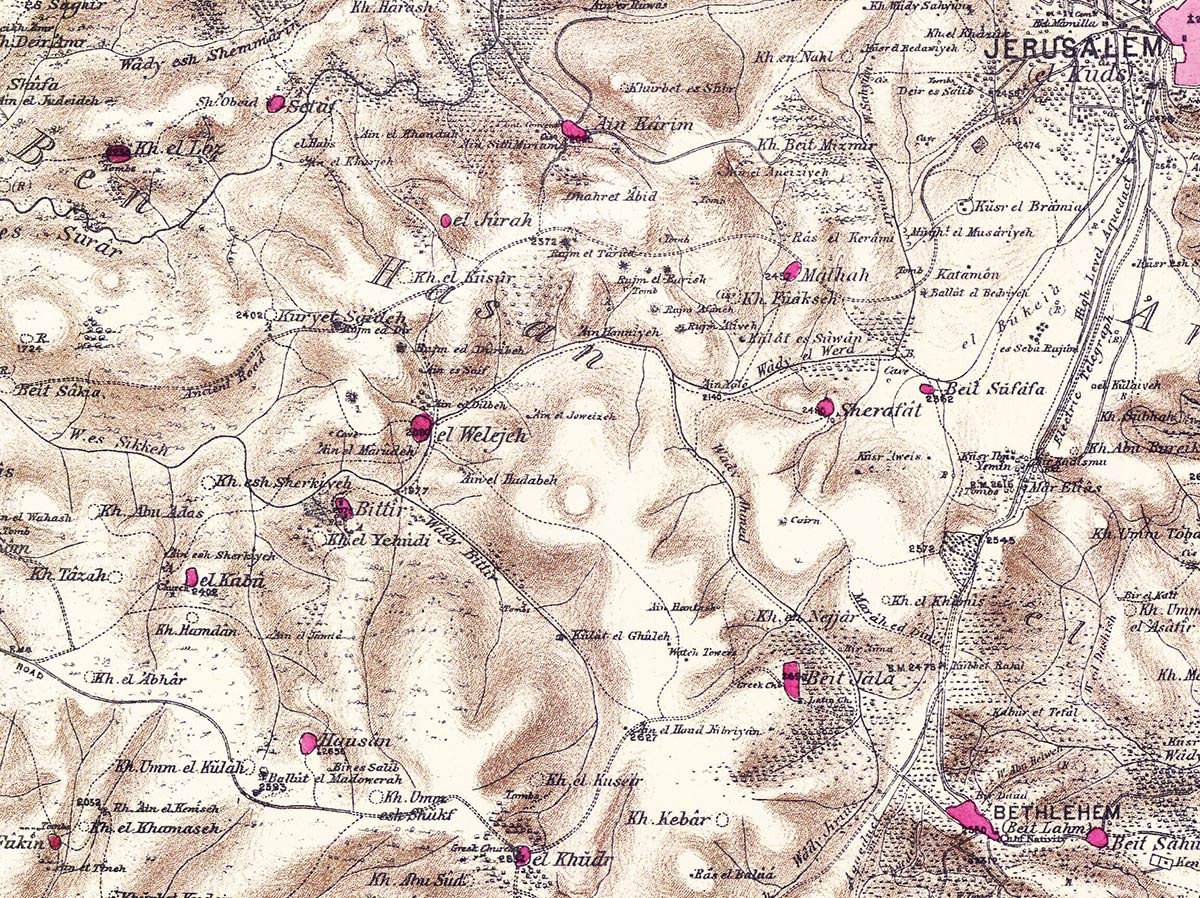
Al-Walaja en la década de 1870.

Un listado de poblaciones otomanas de cerca del año 1870 contabilizó 78 hogares y una población de 379 habitantes, aunque este recuento de población solamente incluía a los hombres.
En 1883, el Estudio de Palestina Occidental del Fondo para la Exploración de Palestina describía a al-Walaja como un pueblo "de un buen tamaño" con casas de piedra.
Hacia el final de la era otomana, al-Walaja era la sede administrativa de la nahiya (subdistrito) de Bani Hasan, que constaba de más de una decena de localidades, incluidos al-Khadr, Suba, Beit Jala, Ayn Karim y al-Maliha. También era la ciudad-trono de la familia al-Absiyeh.
En 1896, la población de al-Walaja se calculó en aproximadamente 810 personas.

### Mandato británico de Palestina
En el censo de Palestina de 1922, llevado a cabo por las autoridades del Mandato británico de Palestina, la localidad aparecía escrita como Walajeh y tenía una población de 910 habitantes, todos ellos musulmanes, que aumentó en el censo de 1931 hasta los 1.206 habitantes, todavía todos musulmanes, que habitaban 292 casas. Entre 1922 y 1947, periodo en que estuvo en vigor el Mandato británico de Palestina, la población de al-Walaja se dobló.
Según un estudio oficial de tierra y población elaborado en 1945, la población de El Walaja era de 1.650 habitantes, todos ellos musulmanes, y la superficie municipal total era de 17.708 dunams (unos 18 kilómetros cuadrados). De estos, 2.136 dunams correspondían a plantaciones y tierras de regadío, 6.227 dunams se usaban para cultivar cereales y 31 dunams tenían carácter de terreno urbano.
La línea ferroviaria que unía Jerusalén con el puerto de Jaffa pasaba cerca de al-Walaja, lo que proporcionaba a sus agricultores un importante  recurso para vender sus productos, principalmente lentejas, pimientos y pepinos.

### Ocupación jordana
La localidad fue capturada por la Brigada Harel de la Palmaj durante la guerra árabe-israelí de 1948. Al-Walaja estaba defendida por voluntarios de los hermanos musulmanes egipcios y del Ejército Árabe de Liberación, así como por una milicia compuesta por aldeanos locales. Fue capturada por los israelíes y recapturada por fuerzas árabes más de una vez antes de que finalmente capitulase ante las tropas israelíes el 21 de octubre de 1948. Miles de sus habitantes huyeron ante la noticia de la masacre de Deir Yassin, pero fueron volviendo poco a poco a sus hogares conforme el conflicto se extinguía. En los acuerdos de armisticio de 1949, la Línea Verde se trazó atravesando el pueblo y dejando un 70% de su superficie y unos 30 manantiales de agua del lado israelí. Tras la firma del armisticio el 3 de abril de 1949, Israel se planteó que hacer con las localidades que habían quedado del lado israelí pero todavía alojaban población palestina, y decidió vaciarlas por completo. El 1 de mayo, tropas israelíes atacaron la aldea haciendo huir a sus habitantes, tras lo que procedieron a dinamitar sus hogares para evitar que volvieran. La gran mayoría de los 1.600 habitantes de al-Walaja acabaron en países vecinos, convirtiéndose en refugiados palestinos. Las autoridades israelíes se han negado a permitir el regreso de estos refugiados a las que en su día fueron sus tierras dentro del Estado de Israel. Unos 100 habitantes de la localidad decidieron quedarse.
Los habitantes de al-Walaja reconstruyeron su pueblo a menos de dos kilómetros al sureste, del lado cisjordano de la Línea Verde. A la conclusión de la guerra, Jordania mantuvo sus tropas en Cisjordania y Jerusalén Este y las gobernó bajo un régimen de ocupación militar. 
En enero de 1952, una patrulla del ejército israelí detuvo a dos habitantes palestinos en un campo a unos 300 metros dentro de Cisjordania, en el lado jordano de la línea de armisticio, los llevó a una casa abandonada en la antigua al-Walaja y los asesinó. Israel declaró a los investigadores de la ONU que habían sido abatidos dentro del territorio israelí, después de que hubiesen saltado desde detrás una roca. Aunque la ONU y los investigadores no lograron que Israel admitiese su culpa, una carta del delegado israelí en la Comisión Mixta del Armisticio dirigida a su superior confesaba que las acusaciones eran ciertas, aunque la patrulla no actuó siguiendo órdenes.

### Ocupación israelí

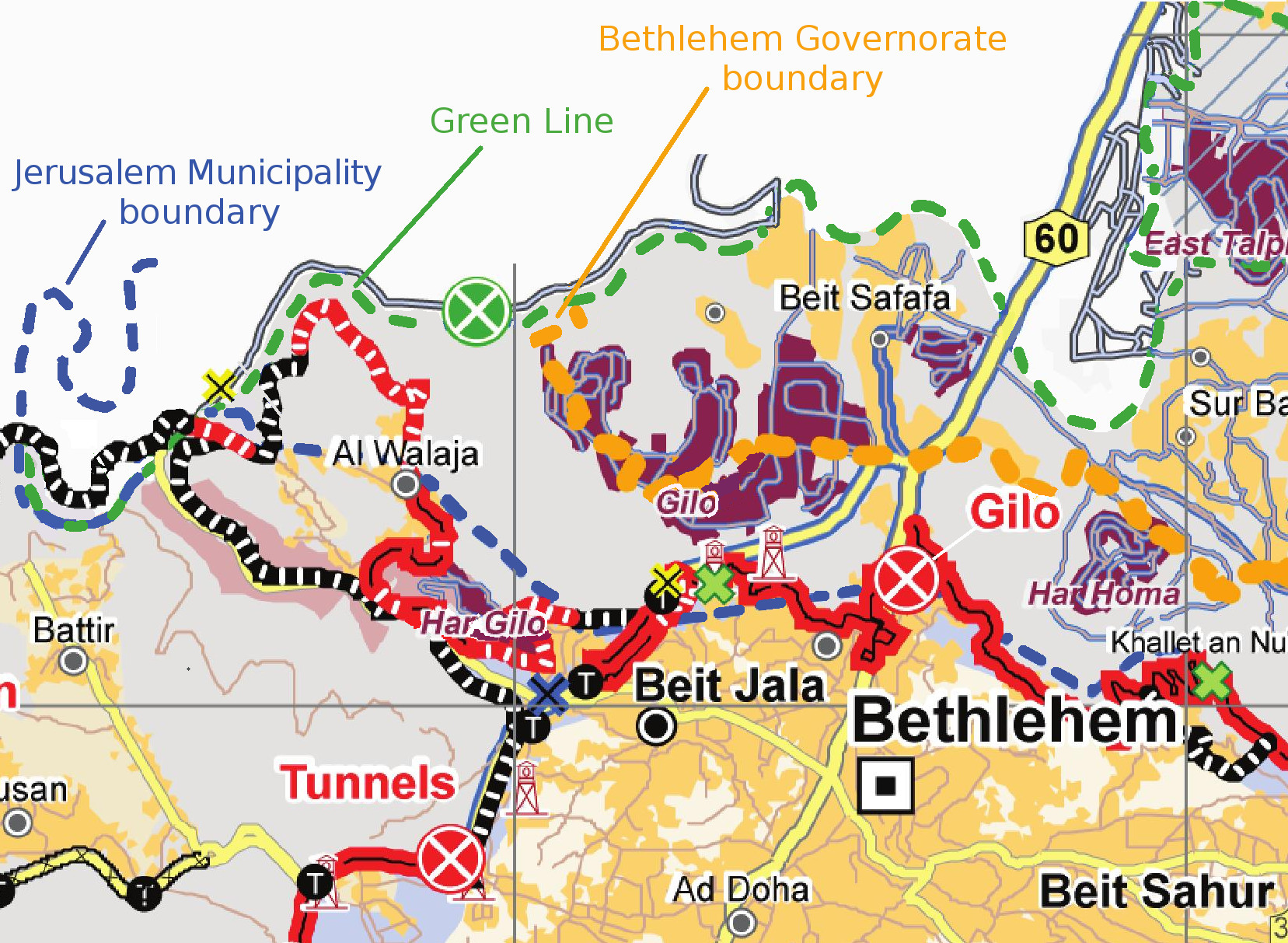
Mapa de la zona de Al-Walaja

Desde la victoria israelí en la Guerra de los Seis Días en 1967, la totalidad de Al-Walaja ha permanecido bajo ocupación israelí, al igual que el resto de Cisjordania, Jerusalén Este, la Franja de Gaza y los Altos del Golán.
Israel redibujó las fronteras municipales de Jerusalén tras su victoria, anexionando a su superficie municipal la mitad de la superficie de al-Walaja que había quedado del lado cisjordano a la conclusión de la guerra de 1948. Paradójicamente, aunque el barrio de Ain Jawaizeh, perteneciente a al-Walaja, también fue incorporado dentro de las fronteras municipales de Jerusalén (lo que supuso la aplicación de la ley israelí a sus habitantes), estos vieron cómo se les negaba el derecho de residencia en la misma Jerusalén a la que habían pasado a pertenecer. Ain Jawaizeh no recibe servicios municipales y no se permite la construcción de viviendas en el barrio. La división de la localidad supuso nuevos y diversos problemas. Los automóviles de los habitantes a ambos lados de la frontera fueron confiscados por la Policía de Fronteras israelí por entrar sin autorización a Israel.
Según la clasificación territorial establecida en los Acuerdos de Oslo, el 2,6% de la superficie municipal de al-Walaja está calificada de Área B (bajo control administrativo palestino y control militar israelí), mientras que el restante 97,4% está definido como Área C (bajo completo control militar y administrativo israelí). En la cima de una colina de la localidad se asentaba un fuerte otomano que posteriormente usaron las fuerzas británicas, jordanas e israelíes. En los años setenta, estas últimas transformaron el fuerte en el asentamiento de Har Gilo, ilegal según el derecho internacional. Para la construcción de los asentamientos israelíes de Gilo y Har Gilo, Israel confiscó 45 y 92 dunams (4,5 y 9,2 hectáreas) de la superficie municipal de al-Walaja respectivamente.

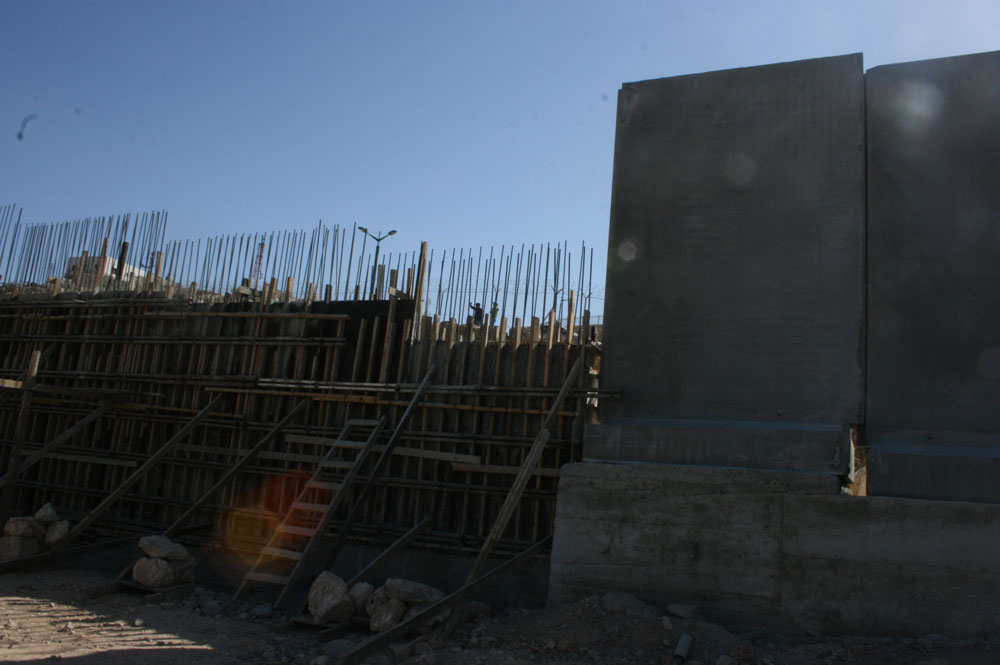
Construcción del muro de separación israelí en al-Walaja.

Desde comienzos de 2003 hasta enero de 2005, las autoridades israelíes demolieron diversas casas palestinas en Ain Jawaizeh y emitieron órdenes de demolición sobre otras 53 viviendas de la localidad. La construcción del muro de separación israelí rodeó completamente el pueblo, reduciendo los puntos de entrada y salida del mismo a uno solo. Se cerraron las dos principales rutas de acceso desde Ain Jawaizeh a Belén, mientras que la única carretera de acceso a Jerusalén quedó restringida solamente para el uso de vehículos israelíes provenientes de Har Gilo. En abril de 2005, el ejército israelí demolió varias casas sin permiso de construcción y taló una serie de huertas frutales para proceder a la construcción del muro de separación. La construcción del muro supuso la pérdida de un 30% de la superficie que todavía le restaba al municipio.
En abril de 2010, los colonos del asentamiento de Gush Etzion y los habitantes de al-Walaja se unieron para protestar contra el aumento de vallas de seguridad alrededor de Jerusalén. Estas protestas fueron parcialmente coordinadas por la organización ארצשלום ("Tierra de Paz"), basada en el asentamiento de Kfar Etzion, dedicada a establecer contactos entre los colonos judíos y los habitantes palestinos de Cisjordania.
En 2012, un grupo de alumnos de la Universidad de Harvard fueron expulsados de al-Walaja cuando trataban de acceder a una casa que iba a ser derribada debido a la construcción del muro israelí de Cisjordania. En la última década, Israel ha instalado un puesto de control que no permite a los habitantes de al-Walaja acceder a sus tierras de cultivo, que han quedado baldías. El principal manantial de la localidad ha sido vallado y los palestinos ya no tienen acceso a él.
En septiembre de 2018, la policía de fronteras israelí demolió cuatro viviendas que habían sido construidas sin permiso e hirió a aproximadamente 40 personas en el proceso. El abogado Itai Peleg, en representación de algunos de los habitantes de al-Walaja, escribió que Israel se ha negado durante años a aprobar un plan urbanístico para el pueblo y que "no hay ninguna duda de que el único servicio que el Estado de Israel y sus diversas autoridades y el Ayuntamiento de Jerusalén dan a los habitantes de al-Walaja es el "servicio de demolición de hogares".

## Demografía
En 1945, al-Walaja tenía una población de 1.650 habitantes y una superficie de 17.708 dunams (17,7 kilómetros cuadrados). Sus habitantes huyeron cuando la aldea fue capturada por el ejército israelí, y poco después se construyó la localidad israelí de Aminadav sobre sus tierras. Uno de los pocos habitantes actuales que vivieron aquella traumática experiencia es Abed Rabbeh, que vive sólo en una cueva y cría pollos. Cuando el Presidente de los Estados Unidos Barack Obama visitó Israel, Rabbeh le invitó a su cueva, pero el consulado de EE. UU. en Jerusalén respondió con una breve nota lamentando que tal visita no podría organizarse.
En el último censo completo realizado por la Oficina Central de Estadísticas de Palestina, en 2007, la localidad de al-Walaja tenía una población de 2.041 habitantes, de los que 1.041 eran hombres y 1.000 eran mujeres. Había 390 núcleos familiares viviendo en 388 viviendas. Por franjas de edad, el 31,6% de la población es menor de 15 años, el 46,2% se encuentran entre los 15 y los 64 años, mientras que el 3,3% tienen 65 años o más.

## Educación
La tasa de analfabetismo en al-Walaja es del 5,1% y más de tres cuartos de los habitantes analfabetos de la localidad son mujeres. En el año académico 2008/2009, solo había una escuela en la localidad, llamada también al-Walaja, que estaba gestionada por la Agencia de las Naciones Unidas para los Refugiados de Palestina en Oriente Próximo (UNRWA en sus siglas inglesas). Tenía 276 alumnos, 13 profesores y 10 aulas. También hay una guardería llamada Zuhoor al-Walaja, gestionada por una ONG y que acoge a unos 50 niños de la localidad.

## Sanidad
En al-Walaja no hay centros de salud, ni públicos ni privados. En caso de emergencia, sus habitantes acuden a los hospitales de las cercanas ciudades de Belén o Beit Jala.

## Economía
Casi la mitad de la población activa de al-Walaja se emplea en el mercado laboral israelí (un 47%), mientras que un 30% son empleados del gobierno o de empresas privadas, un 20% se dedica a tareas agrarias, un 2% se emplea en el sector del comercio y el 1% restante trabaja en el sector industria.
La ocupación israelí de al-Walaja ha deteriorado gravemente la situación económica de muchos de los habitantes de la población, que se han visto obligados a volver a tareas agrarias que habían abandonado hace décadas para poder obtener unos ingresos mínimos con los que subsistir. La tasa de desempleo es del 40%.

### Agricultura
En torno a 3.910 dunams (unas 391 hectáreas) del total de 4.328 dunams de que consta la superficie municipal de al-Walaja tienen carácter de terrenos cultivables. De estos, 25 dunams se usan para cosechas de temporada, 904 para cosechas permanentes, 2 para invernaderos, 184 están cubiertos por bosques y los 2.595 restantes están sin cultivar.

## Lugares de interés e instituciones culturales
La localidad tiene tres mezquitas: Al Huda, An Noor y Ar Raja'. En al-Walaja también se encuentra el al-Badawi, un olivo de 5.000 años de antigüedad considerado el más antiguo del mundo. El Club Deportivo Al-Walaja se fundó en 1995, mientras que en el año 2000 se fundó un club femenino y el Centro Juvenil Ansar. En 2005, el Ministerio del Interior estableció la Sociedad Benéfica Agrícola para ayudar a los agricultores locales.